# Шатилова Віра Василівна
Віра Василівна Шатилова (30 вересня 1935, Київ) — українська радянська діячка, передовик виробництва в приладобудуванні, монтажниця, Герой Соціалістичної Праці (26.04.1971). Депутат Верховної Ради УРСР 7—11-го скликань.

## Біографія
Народилася 30 вересня 1935 року у Києві. Закінчила Київську середню школу.
У 1954 році почала трудову діяльність на Київському заводі № 483 «Комуніст» (Київському виробничому об'єднанні «Комуніст»): у 1954—1986 роках — монтажниця цеху № 10, у 1986—1991 роках — майстер виробничого навчання Київського виробничого об'єднання «Комуніст». Ударник комуністичної праці.
Член КПРС з 1972 року.
Освіта середня спеціальна. У 1976 році закінчила Київський технікум радіоелектроніки.
Була делегатом XXV з'їзду КПРС і XXVI з'їзду Компартії України. Член Президії Українського Республіканського комітету захисту миру.
Потім — на пенсії в Києві.

## Нагороди
- Герой Соціалістичної Праці (26.04.1971)
- орден Леніна (26.04.1971)
- ордени
- медаль «За доблесну працю. В ознаменування 100-річчя з дня народження Володимира Ілліча Леніна» (1970)
- медалі
- дві Почесні грамоти Президії Верховної Ради Української РСР